# 松阪市の肉文化

松阪牛モニュメント
松阪駅ロータリーにはこの松阪牛像が複数設置されている。

松阪市の肉文化（まつさかしのにくぶんか）では、三重県松阪市における食肉の生産と消費やそれらに関する食文化について述べる。
松阪市とその周辺は松阪牛の産地として日本中から知られており、松阪市内には多くの牛肉料理店が立ち並び、郊外部には松阪牛の肥育農家が点在する。
一方で松阪牛は高価であることから、一般市民には安価な松阪牛のもつを利用したホルモン焼き店が愛用され、「牛肉」のイメージを逆手にとり、松阪鶏焼き肉をご当地グルメとして地域活性化につなげようとする市民運動も行われている。
松阪市内では養鶏や養豚も行われており、エスカルゴの養殖を行う牧場まで存在する。

## 生産・消費統計
松阪市における畜産の概況をまとめると以下のようになる。Xは秘匿を示す。
| 項目       | 細目     | 2007年  | 2015年  | 2016年産出額 |
| ---------- | -------- | ------- | ------- | ------------ |
| 乳牛       | 飼養戸数 | 13戸    | 9戸     | 4.0億円      |
| 乳牛       | 飼養頭数 | 530頭   | 350頭   | 4.0億円      |
| 肉牛       | 飼養戸数 | 32戸    | 15戸    | 4.6億円      |
| 肉牛       | 飼養頭数 | 3,310頭 | X頭     | 4.6億円      |
| 豚         | 飼養戸数 | 5戸     | 2戸     | X円          |
| 豚         | 飼養頭数 | 1,340頭 | X頭     | X円          |
| 採卵鶏     | 飼養戸数 | 5戸     | 9戸     | 3.4億円      |
| 採卵鶏     | 飼養頭数 | 6.6万羽 | 8.3万羽 | 3.4億円      |
| ブロイラー | 飼養戸数 | 4戸     | 1戸     | X億円        |
| ブロイラー | 飼養頭数 | 8.3万羽 | X万羽   | X億円        |

なお、2018年（平成30年）4月時点のJA松阪(現在のJAみえなかの前身)管内（松阪市のうち嬉野・三雲地域を除く）の松阪牛生産状況は、平成の大合併以前の松阪市内が7戸380頭、飯南町が7戸80頭、飯高町が2戸10頭となっている。
松阪市の食肉消費統計はないため、北隣の津市の家計調査の結果を利用すると、2011年（平成23年）度の生鮮肉購入量は45,809 gで牛肉が8,165 g、豚肉が17,334 g、鶏肉が14,913 g、その他が1,372 gとなっている。牛肉に注目すると、2001年（平成13年）、2006年（平成18年）調査では10,000 gを超えており、東海地方の他市（名古屋市・岐阜市・静岡市）の2倍近く消費していたが、近畿地方の他市と比較すると大きな差はない。

## 牛

### 松阪牛の生産

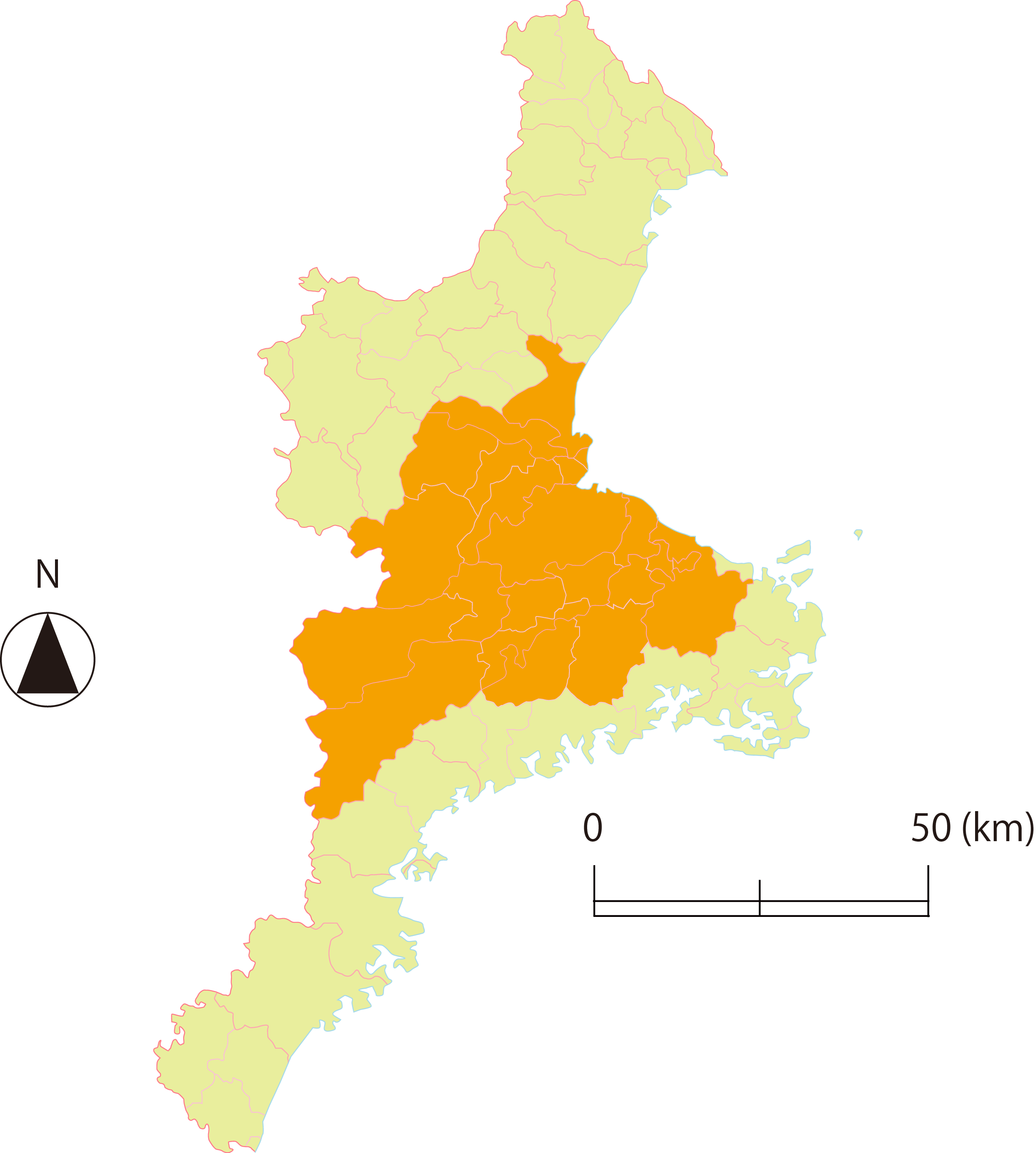
松阪牛生産区域

松阪牛の定義は以下の通りであり、松阪市で生産したからと言って全てが松阪牛を名乗れるわけではなく、松阪市外で生産されても定義を満たせば松阪牛を名乗ることができる。
1. 黒毛和種かつ未経産の雌牛（処女牛）であること。
2. 松阪牛個体識別管理システムに登録していること。
3. 松阪牛生産区域（三重県内の旧22市町村）での肥育期間が最長であり、かつ最終肥育地であること。
4. 松阪牛生産区域への導入後は、生産区域外へ移動させないこと。
5. 生後12ヶ月齢までに松阪牛生産区域に導入すること（2016年4月1日以降）。

2000年代にBSE問題や牛肉偽装事件を経て消費者の牛肉に対する信頼が揺らぎ、松阪牛のブランド価値をも低下させてしまったため、松阪牛に関わる人々が定義の統一に乗り出し、出来上がったのが上記の松阪牛協議会による定義である。この定義ができるまでは、松阪肉牛協会、松阪肉牛共進会、松阪肉牛生産者の会の3団体がそれぞれ別個に松阪牛の定義を定めており、不統一であった。

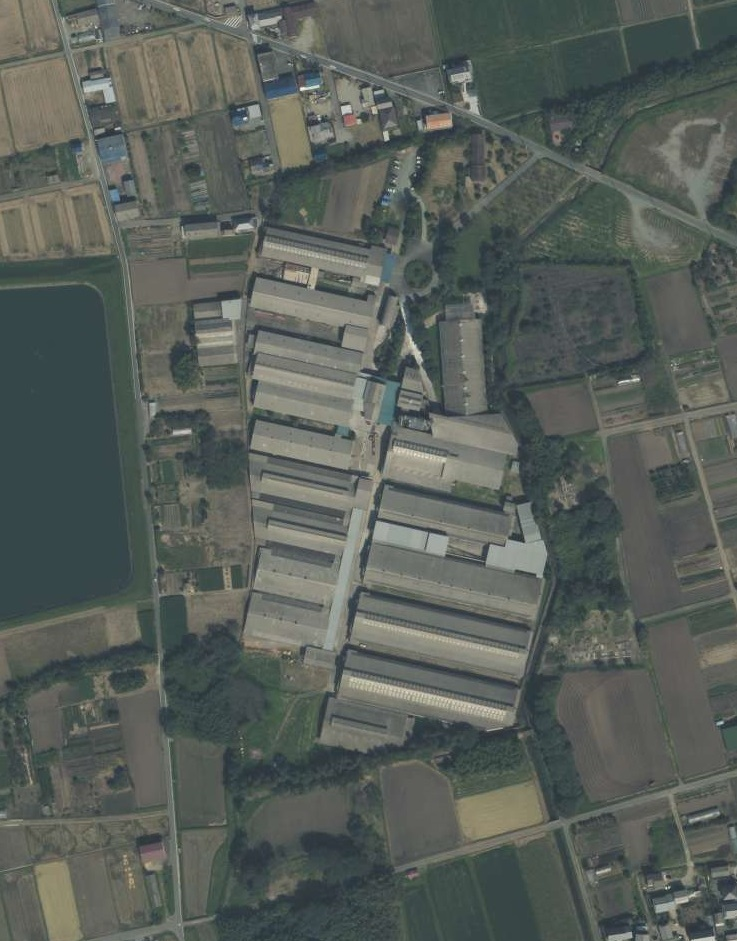
和田金牧場（嬉野黒野町）
出典：『国土交通省「国土画像情報（カラー空中写真）」（配布元：国土地理院地図・空中写真閲覧サービス）』

松阪近郊では江戸時代より但馬国（現・兵庫県）で生まれ紀伊国（現・和歌山県）・紀の川流域で育ったメスのウシを購入し、農作業に利用していた。文明開化の時代を迎えると、山路徳三郎の「牛追い道中」による東京での肉牛販売や松田金兵衛の精肉店「和田金」開店を通して農家がウシの肥育技術を高め、1935年（昭和10年）には芝浦屠場で開かれた「全国肉用畜産博覧会」で雌牛「みち」が最高の賞である名誉賞を獲得するに至った。この頃は旧国名（伊勢国）を採って「伊勢牛」と呼んでいたが、1955年（昭和30年）頃に関係者らが「松阪肉」と呼ぶことで一致し、1949年（昭和24年）に始まった松阪肉牛共進会での牛の高値取引や、1958年（昭和33年）発足の松阪肉牛協会による上質の枝肉のみ「松阪肉」と称するという決定を通して、松阪牛が高級ブランドとして定着していった。なお松阪牛の読みについては、松阪牛協議会が「まつさかうし」と「まつさかぎゅう」のどちらも正しいとしているが、松阪を「松坂」と表記したり、「まつざか」と濁音で読んだりするのは誤りと明言している。
松阪牛の肥育方法として知られる「ビールを飲ませる」「マッサージを行う」という方法は、自社牧場を持つ和田金が試行錯誤の末に生み出したものである。これらの肥育法は全ての農家で実践しているわけではなく、それぞれの農家が長い経験を積みながら独自の技術で肥育を行っている。松阪市内で肥育の盛んな地域は、松阪市街に隣接する穀倉地帯、「松阪牛のふるさと」と称される飯南町深野、和田金牧場のある嬉野地域である。1戸あたりの肥育頭数は少なく、大規模経営は和田金牧場くらいである。多くの牧場は後継者が不足しており、牛肉の輸入自由化以降は取引価格も抑えられているなど、盤石の経営環境とは言えない。なお、これらの牧場は防疫の観点から一般公開はされていない。

### 松阪牛の消費

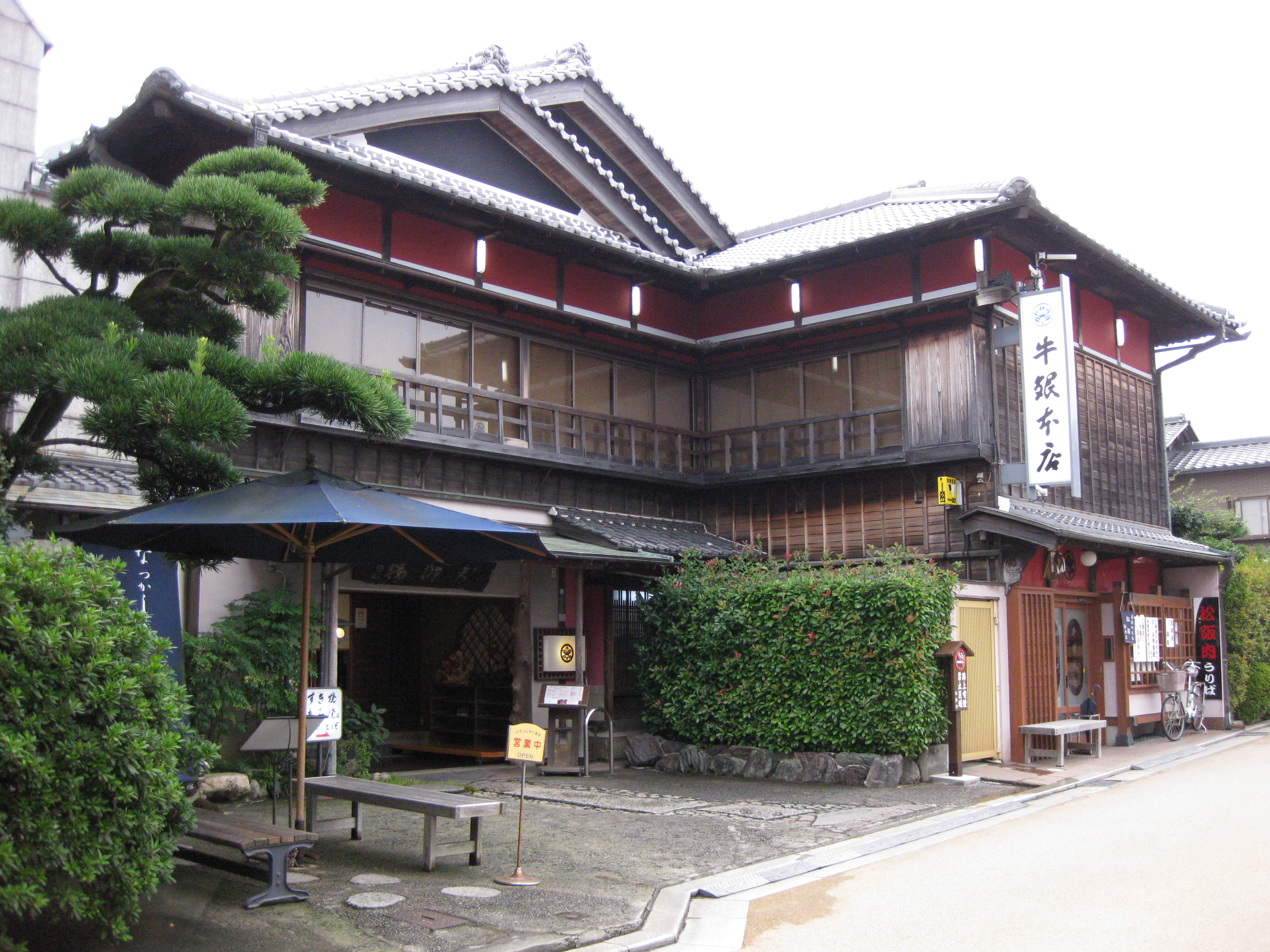
牛銀本店

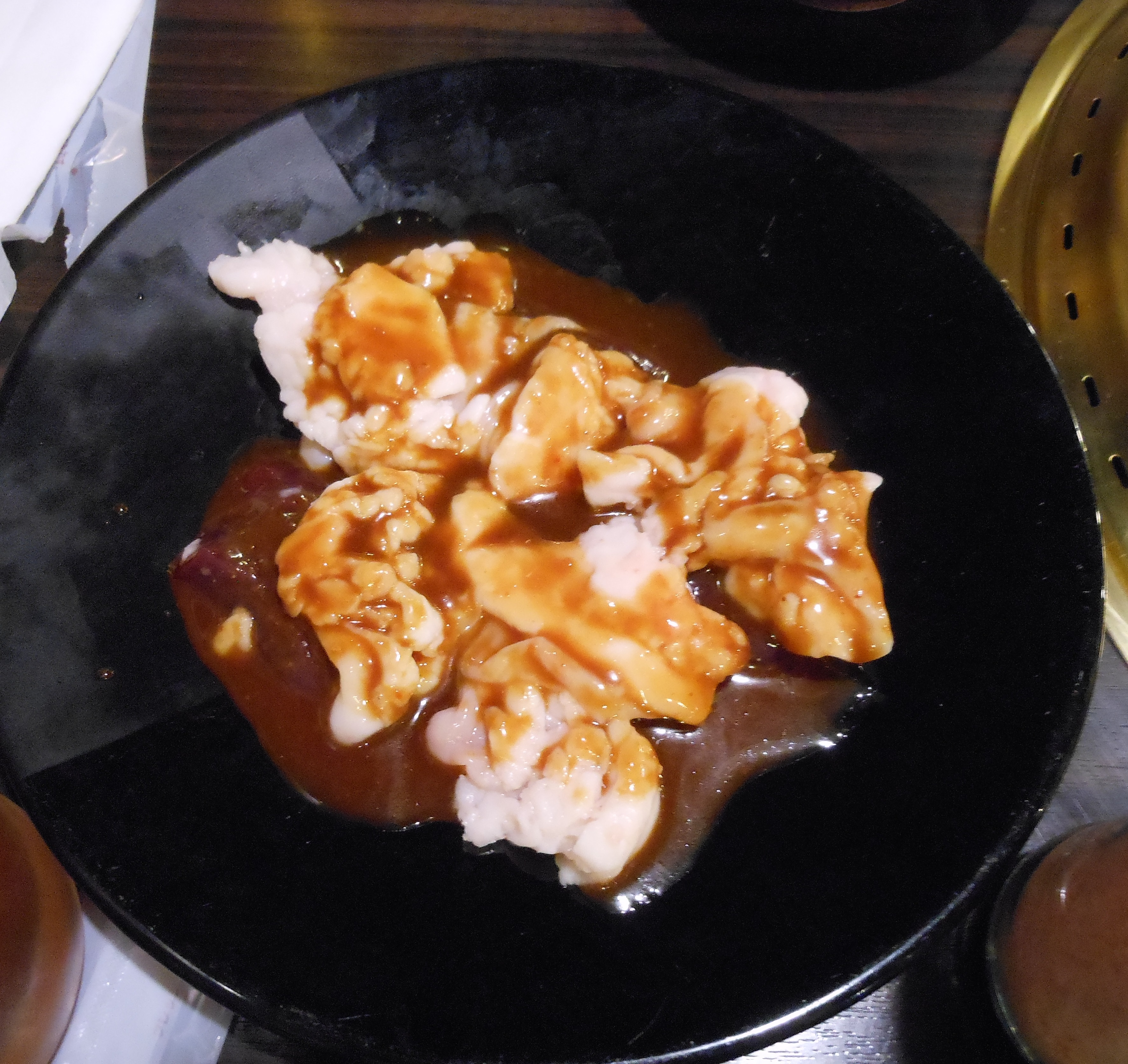
松阪牛のホルモン

三重県内では松阪牛を他県で買うよりも安く入手できることから、市民は比較的食べる機会が多い。むしろ三重県を代表する他の名産品であるイセエビやアワビの方が食べる機会が少ない。市内には和田金・牛銀本店・ステーキハウス三松などの老舗高級店のみならず、安価で味の良い松阪牛を提供する店が数多く立地している。また市民は、店で提供される牛肉が正規の松阪牛として認定されているかどうかに大きな関心を持っておらず、システム未登録のため「松阪牛」を名乗れない牛肉でも安くておいしければそれでよいと考える人も多い。
松阪牛の特徴は、舌の上で溶ける霜降り肉であり、これはすき焼きにするのが最適である。松阪市内にはすき焼き店が多く、縁起のいい屋号を付ける店が多い。中でも和田金と牛銀本店が松阪市を代表する老舗牛肉店である。
2015年（平成17年）の調査によれば、松阪市は人口1万人当たりの焼肉店の数が3.48店で、日本全国で第4位である。中でも松阪牛のホルモンを出す店が多く、特に松阪駅前には安価なホルモン焼きの店が集中している。各店は独自のタレの味ですみ分けており、中でも脇田屋と一升びんが市民の人気を二分している。脇田屋は家畜商だった創業者が当時捨てられていた松阪牛の内臓の活用法として開店した店舗で、松阪牛のホルモン店の中では最古とされる。ホルモンには様々な部位が含まれるが、それらを混ぜ合わせたものを松阪では「コミ」（込み）と呼ぶ。なお、ホルモン焼き店でも松阪牛のロースやカルビなどを扱い、比較的安価に提供することから、松阪牛を十分に食べたい場合はホルモン焼きの店に行くことを勧める市民もいる。
加工品としては、松阪牛肉まん本舗の「松阪牛肉まん」や、蓋をとると童謡『ふるさと』が流れることでも知られる、新竹商店の松阪駅駅弁「モー太郎弁当」などがある。

## 豚
松阪市の養豚農家は2015年（平成27年）時点で2経営体と決して養豚が盛んな地域ではないが、そのうちの1軒である山越畜産が「松阪豚」（まつさかぶた）の名称でブタの肥育から販売まで手掛けている。松阪豚はランドレース種と大ヨークシャー種を掛け合わせたブタを母豚とし、デュロック種を父豚として誕生させた三元豚で、年間の出荷頭数は約2,000頭である。山越畜産では1967年（昭和42年）に1頭のブタを飼育し始め、2013年（平成25年）に「松阪豚」を商標登録した。豚舎で飼育するものの、窓を開け放しにするなど自然に近い状態にし、通常の養豚より長い210日以上飼育、飼料は穀物を中心に与える。肉は柔らかく、赤身にサシが入り臭みがないのが特徴で、脂は松阪牛のようにヒトの体温で溶ける。美豚本店で松阪豚の焼肉を提供するほか松阪市内の飲食店で取り扱いがあり、名古屋市や大阪市の百貨店でも販売される。
なお、「松阪豚」という名称は松阪近郊で生産された豚肉の地域ブランドとして1980年代から用いられていたが、2002年（平成14年）に三重県内の統一ブランド「みえ豚」が制定されたため、2013年（平成25年）に山越畜産が商標登録するまで使われなくなっていた。また千葉県香取市に本社を置く株式会社林が展開する「松阪ポーク」（まつざかポーク）は、松阪市ではなく三重県伊賀市で肥育されている。

## 鶏
昭和期の松阪市郊外では養鶏が盛んで、養鶏家が卵を産まなくなったニワトリを鶏肉にして、七輪で網焼きにして食べる習慣があった。これを市民団体「Do it!松阪鶏焼き肉隊」が中心となってご当地グルメとしたのが「松阪鶏焼き肉」である。Do it!松阪鶏焼き肉隊はB-1グランプリに出場しており、2015年（平成27年）の十和田大会で10位に、2016年（平成28年）の東京臨海副都心大会で9位に入賞している。焼肉といえば松阪牛ではなく、鶏焼き肉という市民も少なくない。店舗として初めて松阪鶏焼き肉を提供し始めたのは大河内町にある1967年（昭和42年）創業の前島食堂で、同店が繁盛したことで市内に鶏焼き肉が広まったとされ、家庭料理というよりは外食として普及した。2020年時点、市内には20軒近くの鶏焼き肉店があり、タレは豆味噌ベースである。
Do it!松阪鶏焼き肉隊による「松阪鶏焼き肉」の定義は鶏肉をみそだれで網焼きにしたものであり、焼き鳥ではないので串を打つことはない。焼く前に既にみそだれがかかっているが、焼き上がった後でさらにみそだれを付けて食べる人もいる。2018年（平成30年）時点で、東京や大阪にも認定店ができていた。鶏焼き肉に使う鶏肉は、若鶏の場合もあれば、卵を産まなくなった「ひね鶏」の場合もある。松阪鶏焼き肉の定義からは外れるが、塩味の鶏肉を網焼きにして醤油だれを付けて食べるメニューを出す店舗もある。

## その他

### エスカルゴ
松阪市には三重エスカルゴ開発研究所が運営するエスカルゴ牧場がある。この牧場で養殖するエスカルゴはブルゴーニュ種の中のポティマという最高級品種であり、養殖に成功したのはこの牧場が世界初である。1980年代後半にフランスからポティマを7匹入手し、1995年（平成7年）に養殖に成功、後に出荷できるまでにかかる期間を3年から4か月にまで短縮する方法を確立した。ここまでに8億円超を投じたという。
牧場の一部は一般公開されており、年間1万人が来場する、ある種の観光地と化している。場内にはレストランが併設され、牧場で養殖したエスカルゴ料理を提供している。

### ジビエ
松阪市の山間部・飯高町では野生のシカなどが獲れ、道の駅飯高駅のレストランでは2017年（平成29年）より「鹿肉丼」を販売している。また三重県庁では「みえジビエ」を商標登録して高品質なジビエの供給を目指しており、松阪市ではカレーハウスCoCo壱番屋各店などでジビエ料理を提供している。